# Dospat
Dospat (in bulgaro Доспат?) è un comune bulgaro situato nella regione di Smoljan di 10 527 abitanti (dati 2009). La sede comunale è nella località omonima.

## Località
Il comune è formato dall'insieme delle seguenti località:
- Dospat (sede comunale)
- Barutin
- Brăšten
- Čavdar
- Crănča
- Ljubča
- Kăsak
- Zmeica